# ワイマナ・カパ
ワイマナ・カパ（Wimana Kapa、1998年9月2日 - ）は、ジャパンラグビーリーグワン三重ホンダヒートに所属するラグビー選手。

## プロフィール
- ニュージーランド出身。
- ポジションはロック(LO)、フランカー(FL)、ナンバーエイト(No8)。
- 身長 196 cm、体重 102 kg
- U20ニュージーランド代表に選ばれたことがある。

## 来歴
オークランド、ブルーズを経て、2021年、花園近鉄ライナーズに加入。
2022年1月22日に行われたJAPAN RUGBY LEAGUE ONE第2節三重ホンダヒート戦にて先発出場で日本での公式戦初出場を果たした。
2023年、三重ホンダヒートに加入。